# John Clifford (pasteur)
Pour les articles homonymes, voir Clifford et John Clifford.
John Clifford, né le 16 octobre 1836 à Sawley dans le Derbyshire et décédé le 20 novembre 1923 à Londres, est un pasteur chrétien baptiste, écrivain, et homme politique anglais. Il s'est rendu célèbre par ses campagnes pacifistes et par son opposition non-violente à la loi scolaire de 1902 (en). Il a été président de l'Union baptiste de Grande-Bretagne en 1888 et en 1899.

## Biographie
John Clifford est le fils d'un ouvrier tourneur. Encore enfant, il commence à travailler dans une usine de dentelles où il attire l'attention d'un des dirigeants de la communauté baptiste, qui le dirige vers une école à Leicester puis vers le collège baptiste de Nottingham pour suivre des études de théologie évangélique. 

### Ministère
En 1858, il est appelé comme pasteur de la chapelle de Praed Street, dans le quartier de Paddington à Londres. Tout en officiant à ce poste, il poursuit d'autres études à l'University College et se met à travailler pour le British Museum. Il a ensuite étudié à l'université de Londres et a obtenu un Bachelor of Arts en 1861, puis un Bachelor of Science en 1862, un Master of Arts en 1864 et un Bachelor of Laws en 1866. 
Son ministère à la chapelle de Praed Street connait une certaine croissance, et il prend en charge la toute nouvelle chapelle de Westbourne Park en 1877. Tout à la fois pasteur, écrivain, militant et ardent soutien du Parti libéral, il devient une des hommes forts parmi les non-conformistes. Ainsi, il devient président de l'Association baptiste de Londres en 1879, de l'Union baptiste de Grande-Bretagne en 1888 et en 1899, et du Conseil national des Églises évangéliques en 1898.
En 1899, il devient l'un des grands opposants à la seconde guerre des Boers. Il est membre du comité directeur du South Africa Conciliation Committee et est président du comité anti-guerre (en).
Son principal titre de gloire politique lui vient de son leadership d'une campagne de désobéissance civile à partir de 1903 en raison de son opposition à la loi scolaire de 1902 (en). Ce projet de loi favorise l'enseignement confessionnel, essentiellement catholique et anglican, au détriment des non-conformistes. Cette campagne de grève de l'impôt scolaire lui coûte cher ainsi qu'aux autres non-conformistes qui l'ont suivi (170 personnes sont emprisonnées) et ne réussit pas à faire repousser la loi.
La campagne de désobéissance civile joue néanmoins un grand rôle dans la défaite du gouvernement Balfour aux élections générales de janvier 1906.

## Distinction
- En 1883 il reçoit un doctorat honoris causa du Bates College.
- John Clifford est nommé membre de l’Ordre des compagnons d'honneur lors de la promotion du Nouvel An 1921[2].

## Influence
Le Mahatma Gandhi cite John Clifford comme l'un des premiers modèles de résistance passive, préfigurant le Satyagraha sous une forme encore imparfaite.